# Alphonse Maindo
 (juin 2017).
Si vous disposez d'ouvrages ou d'articles de référence ou si vous connaissez des sites web de qualité traitant du thème abordé ici, merci de compléter l'article en donnant les références utiles à sa vérifiabilité et en les liant à la section « Notes et références ».

Alphonse Maindo Monga Ngonga est un chercheur et politologue de la république démocratique du Congo. Il est né le 10 septembre 1967 à Kisangani en république démocratique du Congo où il fait sa scolarité au collège Maele de 1981 à 1985 et des études universitaires en sciences politiques et administratives à l'université de Kisangani de 1985 à 1990. Il a obtenu son doctorat en sciences politiques à la Sorbonne.
Il a milité dans des associations de jeunes et pour les droits de l'homme. Il est d'ailleurs parmi les cofondateurs du Groupe Horeb pour la défense des droits de l'homme. En 1997, à la chute du Président Mobutu Sese Seko, à la faveur de son engagement social et politique, il fut élu maire de la municipalité de Kabondo à Kisangani.
Il a enseigné à l'Institut Maele, au lycée Mapendano, à l'Institut supérieur pédagogique libre de Kisangani, à l'Institut supérieur des techniques médicales de Kisangani et à l'université catholique d'Afrique centrale. Il est actuellement chercheur associé au Centre d'étude des mondes africains à Paris et professeur de sciences politiques à l'université de Kisangani, à l'Université officielle de Bukavu et à l'université de Goma. Il coordonne également le programme Démocratie et développement à Gorée Institute.
Il a été lauréat du prix Claude Ake Memorial Awards en 2004 pour ses travaux sur les milices congolaises. Il est l'auteur de plusieurs publications. À la suite de problèmes avec des dirigeants politiques congolais, il a vécu en banlieue parisienne depuis 1999 avec sa famille. Il dirige depuis 2012 Tropenbos, une organisation de recherche-action sur les questions forestières et environnementales, en République Démocratique du Congo. Tropenbos RDC est membre de Tropenbos International dont le siège est aux Pays-Bas.
À partir de 2017, il fait partie de la dynamique des professeurs des universités et universitaires congolais qui milite pour l'avénement d'un Congo nouveau et qui s'est fait remarquée par le travail d'éveil de conscience des populations. Parmi les éminences grises de cette dynamique, il y a le Professeur Denis Mukwege, connu pour son combat pour les femmes victimes des violences sexuelles au Congo et Prix Nobel de la Paix 2018.

## Publications majeures

### Ouvrages
- Des conflits locaux à la guerre régionale en Afrique centrale, Paris, L'Harmattan, 2007.
- Voter en temps de guerre, Paris, L'Harmattan, 2001.

### Articles
- De la chicote coloniale à la fimbo ya ujinga : le combat pour la survie et le paradoxe du recours à la violence politique en RDC, Paris, L’Harmattan, décembre 2007.
- Médias et politique en RDCongo : le prix de la liberté, Bapuwa Mwamba, Le défi d’un Congo démocratique uni, libre et prospère, Paris, L’Harmattan, juillet 2007, p.65-79.
- Les ripostes des universitaires face à la crise de l’Etat. Les anciens de l’Université de Kisangani et les guerres congolaises, Isidore Ndaywel (dir), L’université et le devenir de l’Afrique. Un demi-siècle de présence au Congo-Zaïre, Paris, L’Harmattan, mars 2007, p.263-280.
- The Democratic Republic of Congo from One War to Another: Sociopolitical Practices and Political Imaginary, in R. Banégas, J.-P. Chrétien, eds., Identity, Violence and Power. The Recurring Great Lakes Crisis, London, Hurst, 2006.
- New perspective of the conflict at the Great Lakes region: The demographic and social factors, UNISCI-Journal, Discussion Papers, Review n°8, p.1-9, 2005. (avec Sara Nso)
- L’expression du suffrage universel à Kisangani/RD Congo : de l’appropriation du processus électoral par le bas à la revanche populaire, in QUANTIN P. (dir.), Voter en Afrique. Comparaisons et différenciations, Paris, L’Harmattan, p.261-283, 2004.
- La « Républiquette de l’Ituri » en RD Congo: un far west ougandais, in revue Politique Africaine, n°89, mars 2003, p.181-192.
- Polycarpe Divito : l’hibernation d’un millionnaire en Ituri, in revue Politique Africaine, n°89, mars 2003, p.193-198.
- Congo-Kinshasa : les dividendes de la guerre pour la maison Bemba, in Alternatives Internationales, juillet-août 2002, p.19-23.
- Survivre à la guerre des autres. Un défi populaire en RDC, Politique Africaine, n°84, décembre 2001, p.33-58.